# 維京俱樂部
維京俱樂部（英語：Viking Club）是20世紀20年代在英國利茲大學任教的J·R·R·托爾金與E·V·戈登於該校建立的團體，成員均是該校的師生。他們通常在學校的酒吧聚會，研究古斯堪地那維亞等古代語言和傳統，及將童謠翻譯成盎格魯-撒克遜語。托爾金還自創古英語的填字遊戲以吸引學生參與:117。
現今利茲大學仍存在著類似的社團。